# Cornalvo-Talsperre
Die Cornalvo-Talsperre ist eine römische Gewichtsstaumauer in der Provinz Badajoz in der Extremadura (Spanien) aus dem 1. oder 2. Jh. n. Chr. Der Erddamm mit Steinverkleidung auf der Wasserseite ist noch immer in Betrieb. Obwohl von dem Bauwerk eine Inschrift erhalten ist, die in augusteische Zeit verweist, scheint das Bauwerk jüngeren Datums zu sein. Erkennbar ist weiterhin eine unterschiedliche Bauweise der Mauer und des vorgelagerten Entnahmeturms.